# Боздош
Боздош — назва мікрорайону в м. Ужгород. Розташований на лівому березі р. Уж, поруч з однойменним парком та мостовим переходом.
Територія парку — одне з найулюбленіших місць відпочинку містян (стара назва парку — Комсомольський).
Інша територія раніше використовувалася колгоспами, підприємствами, заводами. Активна забудова мікрорайону тривала в 70—80-х рр. XX століття. У 90-ті роки проводилися загальноміські ярмарки.
На початку XXI сторіччя забудова продовжилася. Була розширена та відремонтована дорога, побудовані індивідуальні будинки, ряд багатоповерхових будинків, в тому числі закордонним інвестором (Ізраїль, м. Тель-Авів), а також було побудовано виробниче підприємство «Гроклін-Карпати». Мікрорайон був перепланований, з'явилися нові вулиці, забудова яких триває.